# اكودير (أولاد أمزير)
اكودير هو دُوَّار يقع بجماعة السعيدات، إقليم شيشاوة، جهة مراكش آسفي في المملكة المغربية. ينتمي الدوّار لمشيخة أولاد أمزير التي تضم 9 دواوير. يقدر عدد سكانه بـ 375 نسمة حسب الإحصاء الرسمي للسكان والسكنى لسنة 2004.

## روابط خارجية
- البوابة الوطنية للجماعات الترابية
- المندوبية السامية للتخطيط